# Spongionella ramodigitata
Spongionella ramodigitata är en svampdjursart som först beskrevs av Topsent 1901.  Spongionella ramodigitata ingår i släktet Spongionella och familjen Dictyodendrillidae. Inga underarter finns listade i Catalogue of Life.